# Sunbright
Sunbright é uma cidade localizada no estado norte-americano de Tennessee, no Condado de Morgan.

## Demografia
Segundo o censo norte-americano de 2000, a sua população era de 577 habitantes.
Em 2006, foi estimada uma população de 588, um aumento de 11 (1.9%).

## Geografia
De acordo com o United States Census Bureau tem uma área de
9,8 km², dos quais 9,8 km² cobertos por terra e 0,0 km² cobertos por água.

## Localidades na vizinhança
O diagrama seguinte representa as localidades num raio de 32 km ao redor de Sunbright.